# Urophora cardui
Urophora cardui es una mosca de los cardos de la familia Tephritidae originaria de Europa, desde el Reino Unido a Crimea y desde Suecia a la región mediterránea. Ha sido introducida en Norteamérica para control biológico de cardos de la especie  Cirsium arvense que se ha convertido en una plaga invasora.

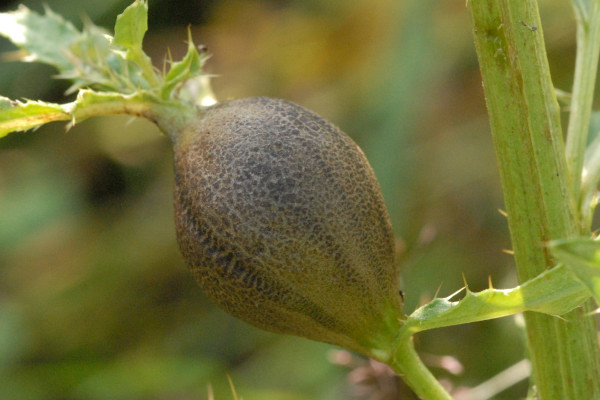
Agalla producida por U. cardui en Cirsium arvense

## Ciclo vital
La hembra deposita de uno a treinta huevos en la planta huésped, Cirsium arvense. La larva se entierra en el tallo y forma una agalla o engrosamiento. Pasa el nvierno en el tercer estadio larval. En la primavera se convierte en pupa. El adulto escapa por un túnel entre junio y octubre.